# Mauchline Castle

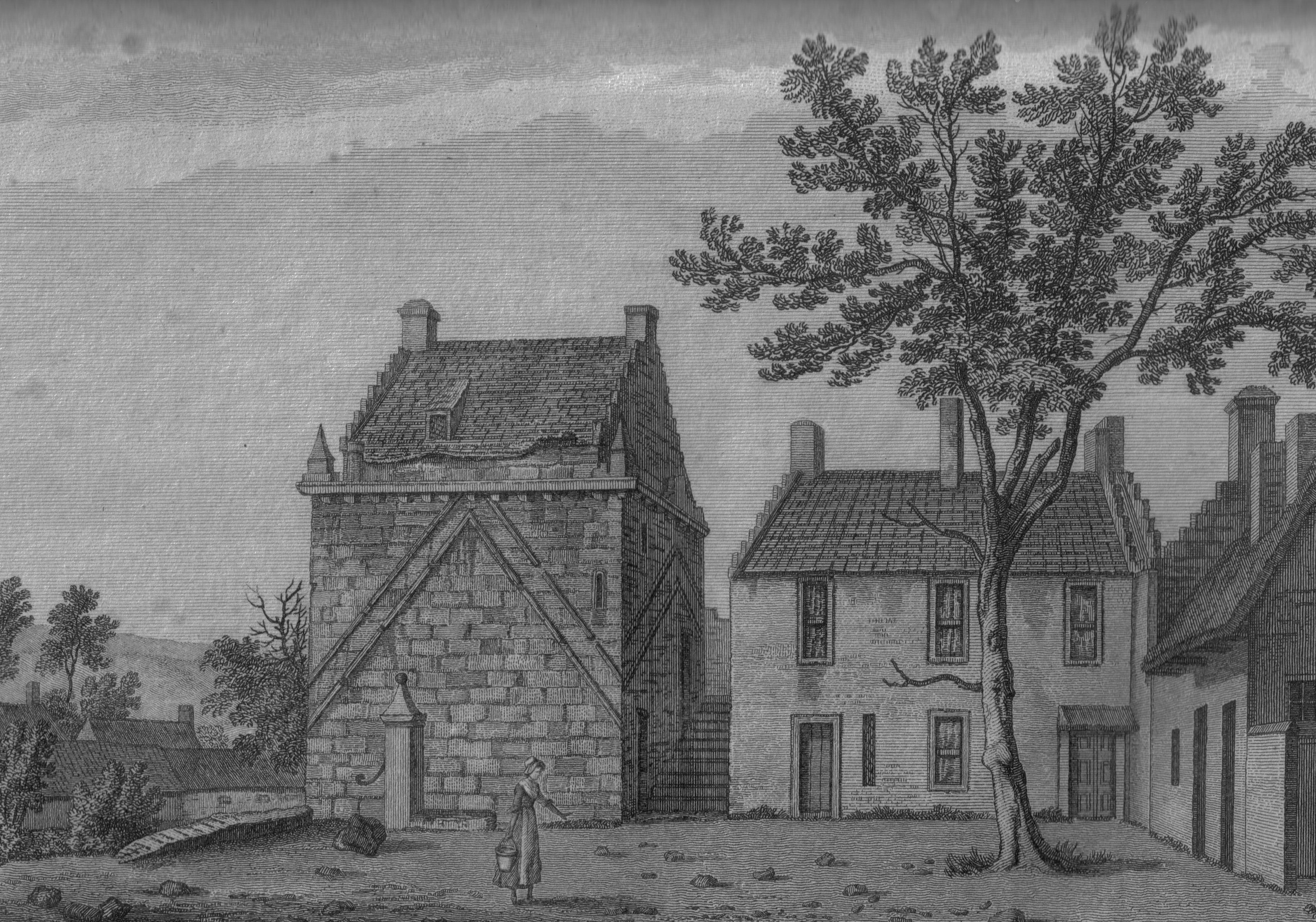
Mauchline Castle, historische Zeichnung

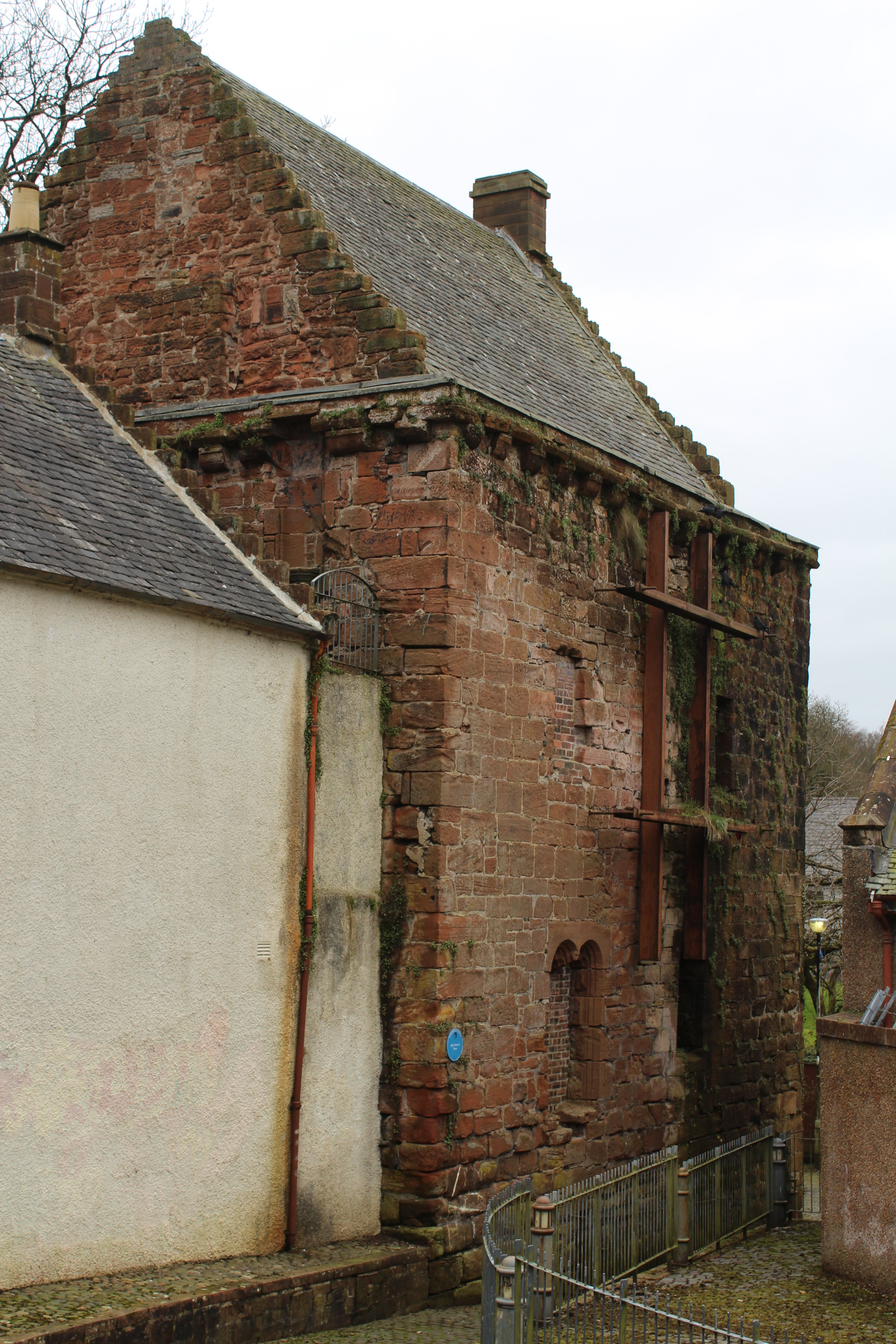
Mauchline Castle, 2017

Mauchline Castle, auch Abbot Hunter’s Tower, ist ein Tower House in der schottischen Ortschaft Mauchline in der Council Area East Ayrshire. 1971 wurde das Bauwerk in die schottischen Denkmallisten in der höchsten Denkmalkategorie A aufgenommen. Des Weiteren war es zwischen 1936 und 2017 zusätzlich als Scheduled Monument klassifiziert.

## Geschichte
Im Jahre 1177 erhielt die zisterziensische Melrose Abbey Ländereien in der Grafschaft Ayrshire. Um 1450 ließ die Abtei dort einen Bauernhof mit Kapelle errichten. Von dieser Einrichtung ist heute nur noch Mauchline Castle in Form des Tower House vorhanden. Nach der Säkularisation im frühen 17. Jahrhundert wurde eine Renovierung vorgenommen.

## Beschreibung
Mauchline Castle liegt im Zentrum von Mauchline unweit des Baches Mauchline Burn. Das rund 1,5 m mächtige Mauerwerk besteht aus grob zu Quadern behauenem Stein. Das Tower House weist einen quadratischen Grundriss auf. Es existieren zwei Kellerräume mit Gewölbedecke. Die rechteckigen Fenster wurden wahrscheinlich im Zuge der Umgestaltung im 17. Jahrhundert installiert. Das Bauwerk ist nicht bewehrt.